# Michel Dalberto
Michel Dalberto (Parigi, 2 giugno 1955) è un pianista francese, deve la sua fama alla vittoria del Concorso pianistico internazionale di Leeds nel 1978.

## Biografia
Nato nel 1955 in una famiglia dal Dauphiné di origine piemontese, iniziò a studiare il pianoforte prima del suo quarto compleanno. All'età di 12 anni studiava con Vlado Perlemuter e Jean Hubeau al Conservatorio di Parigi, in cui rimane nove anni. Nel 1975 vinse il primo premio sia al concorso Clara Haskil sia al concorso Mozart di Salisburgo. Comunque la sua vittoria più importante risale al 1978, annò in cui ottenne il primo premio assoluto al Concorso pianistico internazionale di Leeds, suonando nell'ultima manche il concerto n°25 Kv503 di Mozart. È stato l'unico vincitore sinora a presentare Mozart in finale.
Dopo aver debuttato come solista con Erich Leinsdorf e l'orchestra di Parigi nel 1980, Dalberto si è esibito nelle maggiori città europee fra cui Vienna, Francoforte, Roma, e Amsterdam.
Dalberto ha perseguito una carriera sia come pianoforte solista sia come pianoforte in collaborazioni con orchestra; rilevanti sono anche le sue esibizioni in musica da camera. Dal 1988 al 1995 ha inciso tutto il repertorio pianistico di Schubert, di cui è uno dei massimi interpreti. Tra i suoi compositori preferiti figurano anche Liszt, Debussy, Fauré, Schumann, Ravel e Mozart.
Dal 1990 al 2005 è stato consulente artistico del festival promosso dalla Les Arcs Academy-Festival nella Savoia. Dal 1991 al 2009 fu il presidente della giuria del concorso Clara Haskil. Ha insegnato all'Accademia Pianistica di Imola.
Nel 1996 è stato insignito dal governo del titolo di Cavaliere al Merito. E stato nominato Professore al Conservatorio di Parigi nel 2011.